# Kostelec (ort i Tjeckien, Vysočina)
Kostelec är en ort i Tjeckien.   Den ligger i regionen Vysočina, i den centrala delen av landet, 110 km sydost om huvudstaden Prag. Kostelec ligger 518 meter över havet och antalet invånare är 835.
Terrängen runt Kostelec är huvudsakligen platt, men västerut är den kuperad. Kostelec ligger nere i en dal. Runt Kostelec är det ganska tätbefolkat, med 207 invånare per kvadratkilometer. Närmaste större samhälle är Jihlava, 8,2 km nordost om Kostelec. I omgivningarna runt Kostelec växer i huvudsak blandskog.